# Michael Frank
Michael Frank (* 12. Januar 1947 in Mittenwald, Oberbayern) ist ein deutscher Journalist, der langjähriger Österreich- und Mitteleuropa-Korrespondent der Süddeutschen Zeitung war.

## Leben
Nach seiner Kindheit in der Geburtsstadt im äußersten Süden Oberbayerns ging er später nach München und besuchte dort die Deutsche Journalistenschule. Seine berufliche Laufbahn führte ihn zur Süddeutschen Zeitung in München, wo er als Berichterstatter mit Schwerpunkt Entwicklungspolitik arbeitete. 1986 entsandte ihn das Blatt als Mitteleuropa-Korrespondent nach Wien. Dort wurde sehr schnell die österreichische Innenpolitik zum Thema seiner Berichterstattung. Bei seiner Ankunft war die Waldheim-Affäre auf ihrem Höhepunkt, in die er nach eigenen Angaben „unerfahren gestolpert sei“ und die journalistisch eine unglaubliche Herausforderung gewesen sei. Seine Artikel und Kommentare, die für die Leserschaft in Deutschland verfasst waren, wurden auch in Österreich intensiv gelesen und diskutiert. Versuchen verschiedener Politiker beider Lager (SPÖ, ÖVP), auf seine Berichterstattung Einfluss zu nehmen, widersetzte er sich energisch. Die in Wien verbreitete „Verhaberung“ zwischen Politik und Journalismus lehnte er stets ab, was ihm die Arbeit teilweise erschwerte, aber seine Glaubwürdigkeit als unabhängiger Beobachter von außen erhöhte. Weitere Themen dieser ersten Wiener Jahre waren der Glykolwein-Skandal, die Opernballdemos, der Aufstieg Jörg Haiders und die beginnenden Veränderungen in den Ostblock-Staaten.
Ab 1992 berichtete er als Korrespondent von Prag aus über die turbulenten Ereignisse in Mittel- und Südosteuropa, unter anderem über die Auflösung der Tschechoslowakei, den Aufstieg von Vladimír Mečiar in Bratislava und Václav Klaus in Tschechien. Daneben bemühte er sich durch seine Arbeit die deutsch-tschechischen Beziehungen auf kultureller und politischer Ebene zu verbessern, wofür er später den Joseph-Roth-Preis und die Goldene Feder erhielt.
Im Jahr 1998 ging er als Korrespondent zurück nach Wien. Im folgenden Jahr rückte die österreichische Innenpolitik erneut ins Blickfeld der internationalen Öffentlichkeit. Frank berichtete über die Nationalratswahlen 1999 und die darauf folgende Schwarz-Blaue Wende, wo erstmals seit 1970 die SPÖ nicht an einer Regierung beteiligt war und stattdessen die rechtspopulistische FPÖ an die Macht kam. Seine kritischen Berichte in der Süddeutschen in der Zeit der EU-Sanktionen gegen Österreich brachten ihm in Wien zahlreiche Anfeindungen ein. Die Kronen Zeitung bezeichnete ihn sogar als „Korrespondent gegen Österreich“ und nannte 2001 auf ihrem Cover einen seiner Artikel als „Die mieseste Story über Österreich“. Neben dieser Ablehnung wurde ihm in Österreich jedoch auch viel Wertschätzung entgegengebracht, er war mehrmals als Gast bei Fernsehdiskussionen im ORF eingeladen (Europastudio, Club 2) und schrieb neben seiner Tätigkeit für die Süddeutsche auch Artikel und Gastkommentare für österreichische Zeitungen.
In den darauf folgenden Jahren rückten in seiner journalistischen Tätigkeit Themen aus den ehemals kommunistischen Ländern Mittel- und Osteuropas in den Vordergrund, insbesondere die EU-Erweiterung 2004 und die auf Initiative der damaligen österreichischen Bundesregierung unter Wolfgang Schüssel in die Beitrittsverträge aufgenommenen Übergangsregelungen für den Arbeitsmarkt. Das wichtigste Thema seiner letzten Jahre waren der Aufstieg Viktor Orbáns in Ungarn und dessen Wahlsieg im Jahr 2010, der die Situation Ungarns plötzlich ins Interesse der europäischen Presse brachte. Auch hier zeigte sich Frank, wie schon einige Jahre zuvor gegenüber der Regierungsbeteiligung der FPÖ, als unangenehmer Kritiker, was ihm nun einige Unmutsbezeugungen aus Budapest einbrachte. Schon Monate vor der internationalen Skandalisierung warnte er etwa vor dem damals erst in Planung befindlichen neuen Ungarischen Mediengesetz.
Nach 25 Jahren als Auslandskorrespondent erklärte Michael Frank im Januar 2012, dass er sich in den Ruhestand zurückziehen werde. Er erklärte, sich jedoch weiter dem Schreiben zu widmen, etwa in Form von Gastkommentaren oder schriftstellerisch als Autor von Büchern, wie etwa in seinem 2003 erschienenen Erzählband Alles Wien, einem Buch über seine Eindrücke als Deutscher in Wien.
Michael Frank lebt mit seiner Lebensgefährtin in München-Schwabing.

## Werke
- Alles Wien, Wien: Picus, 2003, ISBN 3-85452-472-2
- Nepomuken, die auf die Brücken spuken, Wien: Picus, 1999, ISBN 3-85452-707-1
- Tschechien, Slowakei, Fotoband mit Texten von Michael Frank, München: Bucher, 1996, ISBN 3-7658-1061-4
- Schmalensee. Roman. Wien: Picus, 2020